# Becquerelite
La becquerelite è un minerale.
Il minerale prende il nome dal chimico Antoine Henri Becquerel.

## Abito cristallino
Ortorombico.

## Origine e giacitura
In depositi secondari di uranio (nelle zone di ossidazione dei giacimenti di uraninite).

## Forma in cui si presenta in natura
In cristalli ben formati.

In cristalli piatti, meno comunemente tabulari, in incrostazioni.

## Località di ritrovamento
- Repubblica Democratica del Congo, provincia del Katanga[4]: Shinkolobwe, ove i cristalli sono siti entro l'uraninite ed associati a vari minerali, tra cui la soddyite, l'uranofane e la billietite; Kalongwe ove il minerale è stato trovato insieme a fourmarierite, vandenbrandeite, cuprosklodowskite e kasolite.
- Stati Uniti[4]: nelle miniere uranifere del Colorado Plateau e nella miniera di Delta Mine nello Utah.

Minori giacimenti si trovano in Canada ed in Europa.

## Proprietà fisico-chimiche
- Peso molecolare: 1970,41[1]-1970grammomolecole[3]
- Birifrangenza: δ: 0,100[2]-0,13[3]
- Geminazione: secondo {110}, produce degli aggregati pseudoesagonali[2]
- Fluorescenza: assente[1]
- Magnetismo: assente[3]
- Dispersione: r>v forte[3]
- Indici di rifrazione: 1,75 | 0 | 0 | 0 | 0 | 0[3]
  - α: 1,730[4]
  - β: 1,825[4]
  - γ: 1,830[4]
- Volume di unità di cella: 2556 Å³[3]
- Molecole per unità di cella: 4[3]
- Densità di elettroni: 4,35/cm³[1]
- Indici quantici[1]:
  - Fermione: 0,0053647117
  - Bosoni: 0,9946352883
- Indici di fotoelettricità[1]:
  - PE: 1942,86 barn/elettrone
  - ρ: 8453,68 barn/cm³
- Indice di radioattività GRapi: 5229959,93 - Concentrazione del minerale per unità GRapi: 191,21 (Il minerale è radioattivo. Come definito secondo il 49 CFR 173.403 la concentrazione di radioattività nel minerale è maggiore di 70 becquerel/grammo[1])